# Baía de Augusta (Sicília)
A Baía de Augusta está localizada na costa da Sicília, Itália, a cerca de 270 milhas náuticas sul-sudeste de Nápoles
É onde está localizada a Augusta Bay Port Facility que suporta a Sexta Frota dos Estados Unidos da Marinha dos Estados Unidos. A instalação está distribuída entre Porto Megarese, Porto Xifonio e Seno del Priolo.